# Zirkus des Todes
Zirkus des Todes (Originaltitel: Berserk!) ist ein englischer Kriminalfilm aus dem Jahr 1967 mit Joan Crawford.

## Handlung
Monica Rivers betreibt gemeinsam mit ihrem Geschäftspartner Albert Dorando einen etwas heruntergekommenen Wanderzirkus, der quer durch die englische Provinz tourt. Als der Star der Truppe bei einem Hochseilakt verunglückt, schlägt Monika, die weder Herz noch Gewissen zu haben scheint, jede nur mögliche Publicity aus dem Unglück. Sie überträgt die Nummer an Frank Hawkins, einen etwas zwielichtigen, sexuell attraktiven Artisten. Rasch entwickelt Frank romantische Gefühle für Monica, die sich jedoch kühl und abweisend verhält. In der Zwischenzeit passieren andere Morde, die alle eine Verbindung zu Monica zu haben scheinen. Auf dem Höhepunkt der Krise erscheint plötzlich Angela Rivers, Monicas gerade sechzehn Jahre als gewordene Tochter. Sie behauptet, von der Schule verwiesen zu sein. Als auch noch Frank Hawkins ermordet wird, gelingt es der Polizei am Ende, Angela der Verbrechen zu überführen. Sie handelte aus Rachegefühlen, da ihre Mutter sich nie richtig um sie gekümmert hatte, und findet schließlich selber den Tod.

## Hintergrund
Joan Crawford schaffte nach einer mehrjährigen Abwesenheit von der Leinwand, in der sie sich hauptberuflich den Belangen des Getränkekonzerns Pepsi gewidmet hatte, 1962 ein vielbeachtetes Comeback. Unter der Regie von Robert Aldrich und an der Seite von Bette Davis spielte sie in Was geschah wirklich mit Baby Jane?. Die makabere Geschichte um zwei Schwestern, die in einer Haßbeziehung aneinander gekettet sind, brachte Crawford zwar viel Geld ein, da sie prozentual an den Einspielergebnissen beteiligt war. Insgesamt ruinierte der Erfolg jedoch auf lange Sicht ihre Karriere dauerhaft. Weder die Auftritte in Frauen, die nicht lieben dürfen noch in Die Zwangsjacke entsprachen im Folgenden den schauspielerischen Fähigkeiten von Joan Crawford. Nach 1965 war die Karriere der Schauspielerin in den USA mehr oder weniger beendet. Der Versuch, die Hauptrolle in einer Fernsehserie zu bekommen scheiterte ebenso wie die Hoffnung auf weitere Filmangebote. Am Ende akzeptierte sie für eine geringe Gage das Angebot des englischen Produzenten Herman Cohen, in England die Hauptrolle in dem kostengünstig produzierten Thriller Zirkus des Todes zu übernehmen.
Das Drehbuch nutzt etliche Aspekte und Rollenvorbilder aus der langen Karriere der Schauspielerin. Als Monica Rivers ist Crawford erneut eine harte, abgebrühte Karrierefrau, die allen Widrigkeiten des Lebens mit Mut entgegensieht. Trotz der harten Fassade ist sie eine liebevolle Mutter, deren rücksichtsloses Verhalten jedoch zu psychischen Verfehlungen bei ihrer Tochter geführt haben. Dieses Motiv tauchte seit Solange ein Herz schlägt immer wieder in den Filmen von Crawford auf, zuletzt in Die Zwangsjacke. Gleichzeitig wird die Schauspielerin, trotz ihres bereits etwas reifen Alters als sexuell begehrenswerte Frau geschildert, die eine Affäre mit einem 25 Jahre jüngeren Mann beginnt. Dabei ist es der männliche Charakter, der echte Gefühle entwickelt und von Liebe spricht, während sich Monica strikt auf die körperlichen Aspekte der Beziehung beschränkt.
Die Handlung selber weist etliche Ungereimtheiten auf. Obwohl der Zirkus angeblich ständig vom finanziellen Kollaps bedroht ist, leistet er sich eine ganze Elefantenherde und zwei Dutzend Löwen und Tiger.
In der Grundkonzeption ist Zirkus des Todes ein loses Remake des Films The Shadow mit Rita Hayworth von 1937.

## Kinoauswertung
In den USA erwies sich der Film mit Einnahmen in Höhe von 1.100.000 US-Dollar als halbwegs erfolgreich. Die Auslandseinnahmen betrugen noch einmal 2.095.000 US-Dollar. Gesamteinnahmen von 3.195.000 US-Dollar machten aus Zirkus des Todes den erfolgreichsten Film von Herman Cohen.

## Kritiken
Die zeitgenössischen Kritiker fanden sogar Lob für die Hauptdarstellerin. Howard Thompson schrieb in der New York Times: 

„[Miss Crawford] ist so professionell wie immer und mit Sicherheit die rassigste Moderatorin, die je ein Mikrophon in der Hand hatte.“

Lawrence J. Quirk war sehr angetan von der Schauspielerin in der Hollywood Screen Parade:

„Ihre Figur ist schlank wie immer, ihre Stimme warm und einnehmend. Ihre Beine rivalisieren mit [denen von Marlene] Dietrich und ihre feurige Persönlichkeit beschämt die meisten schnurrenden Starlets, die sich Schauspielerinnen nennen. Sie ist […] ein echter Filmstar, dessen Anziehungskraft niemals schwindet.“